# Mikhail Kazlow
Mikhail Kazlow (tiếng Belarus: Міхаіл Казлоў; tiếng Nga: Михаил Козлов; sinh 12 tháng 2 năm 1990) là một cầu thủ bóng đá Belarus hiện tại thi đấu cho Vitebsk.